# Do Rāhī-ye Eslāmābād
Do Rāhī-ye Eslāmābād (persiska: دو راهی اسلام آباد) är en ort i Iran.   Den ligger i provinsen Khuzestan, i den centrala delen av landet, 500 km söder om huvudstaden Teheran. Do Rāhī-ye Eslāmābād ligger 740 meter över havet och antalet invånare är 997.
Terrängen runt Do Rāhī-ye Eslāmābād är huvudsakligen kuperad, men den allra närmaste omgivningen är platt. Runt Do Rāhī-ye Eslāmābād är det ganska tätbefolkat, med 60 invånare per kvadratkilometer. Närmaste större samhälle är Bāgh-e Malek, 6,4 km norr om Do Rāhī-ye Eslāmābād. Omgivningarna runt Do Rāhī-ye Eslāmābād är i huvudsak ett öppet busklandskap.